# M50 Ontos
L'M50 Ontos era un cacciacarri con un armamento diverso da quello dell'M56 dell'esercito USA, infatti si trattava di un mezzo con cannoni M40 da 106mm.
Il mezzo venne sviluppato da una richiesta dei Marines per un veicolo cacciacarri semovente, leggero, con armi abbastanza potenti per ingaggiare qualunque carro nemico. Questo nel 1951 significava essenzialmente usare i cannoni senza rinculo, ma i prototipi presentati, con un gran numero di soluzioni d'arma, vennero lungamente valutati, in particolare ne vennero presentati 5. Alla fine se ne ordinarono 24 del tipo T165, poi l'evoluzione del progetto portò al definitivo T165E, ufficializzato come M50 Ontos e realizzato in 297 esemplari, completati entro il 1957.

## Tecnica
La sagoma di questo veicolo non era davvero facilmente confondibile con qualsiasi altro entrato in servizio, soprattutto per quello che riguardava la principale caratteristica, l'armamento.
Il veicolo aveva, come tutti i suoi concorrenti, cannoni senza rinculo, in questo caso due gruppi di tre cannoni M40, armi potenti con una gittata massima di ben 7000 metri, anche se quella pratica controcarri era di 1100 metri.
I cannoni erano sopra il mezzo, realizzato in alluminio, in una postazione a brandeggio di 40 gradi per parte e disponevano di 18 colpi appena, ma ciascuno pesava ben 16kg ed era disponibile in versioni HEAT e HE. Sopra i quattro cannoni più elevati vi erano anche quattro fucili M8C da 12,7 mm per tiro da aggiustamento, che davano la certezza che il colpo sarebbe andato a segno se centravano il bersaglio. Il veicolo disponeva di 80 proiettili per queste armi, ma vi era anche una mitragliatrice calibro 7,62x51 mm per la difesa ravvicinata sulla sommità del veicolo.
L'Ontos aveva il guidatore a sinistra, il motore a destra, capocarro e cannoniere dietro. La piastra anteriore era molto inclinata, anche se relativamente poco spessa.
Il problema maggiore era che, una volta sparati i colpi, era necessario uscire e ricaricare le canne manualmente. Per non avere un veicolo troppo pesante, era stato realizzato uno scafo piccolo, non idoeo ad  ospitare le culatte delle armi. Per questo vi erano più cannoni,  tenuti possibilmente sempre con il proietto  in canna. Se nell'insieme l'aspetto era anomalo, l'inconfondibile sagoma era di per sé un deterrente psicologico non indifferente, come si notò nell'uso controguerriglia durante la guerra in Vietnam.

## Servizio

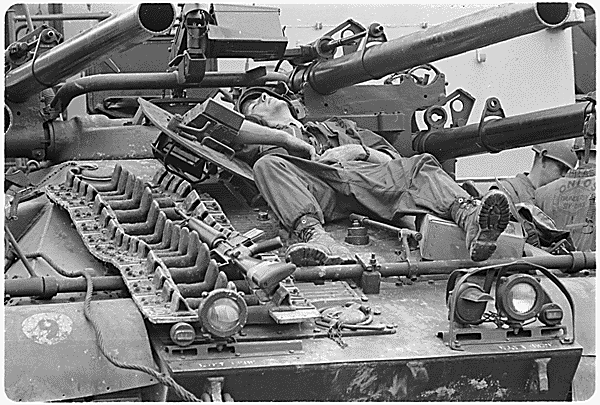
Equipaggio di M50 Si riposa in Vietnam

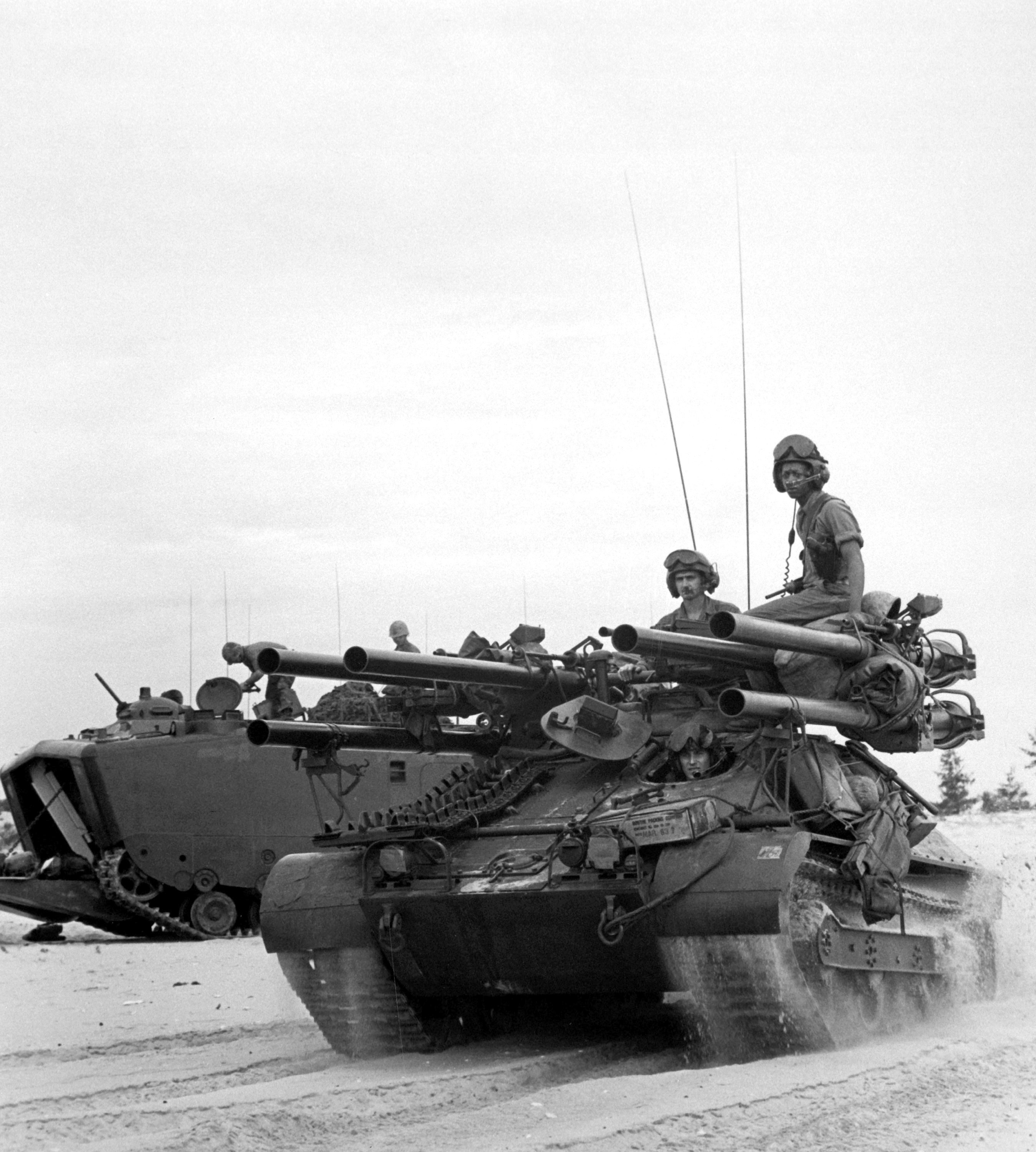

La carriera bellica dell'Ontos ebbe alti e bassi. La sua potenza di fuoco era molto elevata, ed esso, muovendo assieme ai convogli da proteggere, venne spesso usato con successo contro i Vietcong, sparando salve di due o più munizioni contemporaneamente. Gli effetti erano devastanti, soprattutto se i Viet erano raggruppati. Questo strano mezzo era in sostanza una sorta di "fucile a pallettoni semovente", per intendersi. Dall'altro canto, l'Ontos era seriamente svantaggiato negli scontri prolungati dalla necessità di ricarica, che era possibile solo facendo ritirare il veicolo in seconda linea.
Inoltre la protezione dalle mine e in generale la ridotta corazzatura erano un problema. Nell'insieme, l'Ontos venne utilizzato per compiti di controguerriglia per i quali non era mai stato concepito, e i Marines lo usarono spesso con sagacia, "in mancanza di meglio", riuscendo a renderlo un mezzo temuto dal nemico (il suo solo apparire poteva causare il panico tra i Vietcong), ma nessuno si azzarderebbe a definirlo un successo incondizionato.
Durante il tempo di servizio, il mezzo venne anche aggiornato, con motore Chrysler al posto di quello GM, e con altre piccole modifiche divenne l'M50A1. 
Anche per esso vi erano versioni previste e sperimentali, come per l'M56, ma nessuna entrò in produzione.